# Nadleśnictwo Gorlice
Nadleśnictwo Gorlice – jednostka organizacyjna Lasów Państwowych podległa Regionalnej Dyrekcji Lasów Państwowych w Krakowie. Siedziba Nadleśnictwa znajduje się w Zagórzanach w gminie Gorlice, powiecie gorlickim, w województwie małopolskim.
Nadleśnictwo obejmuje część powiatów gorlickiego i nowosądeckiego w województwie małopolskim oraz niewielki fragment powiatu jasielskiego w województwie podkarpackim.

## Historia
Nadleśnictwo Gorlice powstało w 1945 i objęło byłe lasy prywatne znacjonalizowane przez komunistów oraz grunty do zalesienia we wsiach opuszczonych w wyniku akcji „Wisła”.
W późniejszych latach terytorium nadleśnictwa ulegało zmianom powiększając się o część Nadleśnictwa Łosie i zlikwidowanego Nadleśnictwa Gładyszów (1973) oraz zlikwidowanego Nadleśnictwa Żmigród (1995) oraz tracąc tereny na rzecz nadleśnictw Kołaczyce, Żmigród i Gromnik w 1978 oraz Magurskiego Parku Narodowego w 1995.

## Ochrona przyrody
Na terenie nadleśnictwa znajdują się trzy rezerwaty przyrody:
- Cisy w Wyskitnej
- Jelenia Góra
- Kornuty.

Nadleśnictwo graniczy z Magurskim Parkiem Narodowym. 624 ha lasów tego parku przed jego utworzeniem należało do Nadleśnictwa Gorlice.

## Drzewostany
Typy siedliskowe lasów nadleśnictwa (z ich powierzchniowym udziałem procentowym):
- las górski 92,5%
- las wyżynny 5,5%
- las mieszany górski 0,7%
- las mieszany wyżynny 0,7%
- las łęgowy górski 0,6%
- las łęgowy wyżynny 0,1%

Gatunki lasotwórcze lasów nadleśnictwa (z ich powierzchniowym udziałem procentowym):
- buk 44,7%
- jodła 25,8%
- sosna 19,3%
- modrzew 2,3%
- świerk 2,1%
- dąb 2,0%
- inne 3,8%

Przeciętna zasobność drzewostanów nadleśnictwa wynosi 272 m³/ha, w tym:
- drzewostany bukowe - 313 m³/ha
- drzewostany sosnowe - 212 m³/ha
- drzewostany jodłowe - 298 m³/ha

Średni wiek drzewostanów w 2006 wynosił 78 lat.

## Pozostała działalność
Do Nadleśnictwa Gorlice należą również Ośrodek Szkoleniowo - Wypoczynkowy "Radocyna" w Czarnym (w dzierżawie) i Ośrodek Hodowli Zwierzyny Gorlice.